# Cartoonist (convention)
Pour les articles homonymes, voir Cartoonist.
La convention Cartoonist est une convention de Japanimation qui s'est tenue entre 1993 et 2003 à Toulon, Brest et Paris. Le salon Cartoonist a été créé par Olivier Gilbert dans le cadre de ses études en tant qu'action commerciale, projet de fin d'année. Gérée par une association loi de 1901 du même nom, cette manifestation ressemblait à ses débuts davantage à une grosse exposition qu'à un salon semi-professionnel. Elle a fêté son retour à l'occasion de ses vingt ans, au palais des festivals et des congrès de Nice " Acropolis " les 20 et 21 avril 2013.
À la fin des années 1990, cet évènement culturel se composait d'espaces pour les stands de professionnels, associatifs, artistes indépendants et boutiques, d’espaces expositions de scénarios, dessins et maquettes, de salles de projections, espaces presse et salle de conférences. Chaque année, il accueillait par ailleurs un ou plusieurs dessinateurs de films et séries d'animation déjà diffusés en France, et permit ainsi à de nombreux amateurs de se faire connaitre par le biais de concours organisés lors des 3 jours de manifestations. Malgré la forte présence d'auteurs et stands liés à la japanimation et un intérêt tout particulier du public pour le phénomène manga, ce salon a toujours eu une vocation internationale et continuait à présenter tous les styles d'animation.
À Toulon, le salon Cartoonist se situait au palais des congrès "Le Neptune" à la fin du mois d'avril, et à Brest, au palais des congrès "Le Quartz" en fin d'année au mois de septembre ou novembre. À Paris, Cartoonist a eu lieu au palais des congrès de la porte Maillot.
Après la fin du soutien de la ville de Toulon, le Cartoonist no 14 de 2002 signera la fin de l'aventure, la liquidation de l'association ne semble effective qu'en 2004. Cartoonist fait son grand retour sur Nice en 2013 puis avec une édition à Montpellier en 2015.
Les principaux invités ont été :
1. Shingo Araki - 1995 Cartoonist no 03
2. Kazuo Komatsubara  - 1996 Cartoonist no 04
3. Masami Suda - 1997 Cartoonist no 05
4. Akemi Takada - 1998 Cartoonist no 06
5. Haruhiko Mikimoto  - 1999 Cartoonist no 07
6. Narumi Kakinouchi - 1999 Cartoonist no 08
7. Jean Barbaud - Bruno Bianchi - René Borg - Bernard Deyriès - Toshihiro Kawamoto - Yôko Hanabusa - Harumo Sanazaki - Kaya Tachibana - 2000 Cartoonist no 09
8. Nobuteru Yuki - 2000 Cartoonist no 10
9. Nobuyoshi Habara - Minoru Nonaka - 2001 Cartoonist no 11
10. Harumo Sanazaki - Shiori Teshirogi - Kenji Oba - Minami Ozaki  - Kazuko Tadano - Masami Suda - Carlos Grangel - Toru Furuya - Bernard Deyriès  2013 Cartoonist no 12

Cette convention a contribué, avec BDExpo et Epitanime, à populariser le cosplay en France notamment à partir de 1998. Comme les grandes conventions de la région parisienne, elle a aidé certaines personnalités du milieu geek à se rapprocher, comme les fondateurs de la série Noob Funglisoft studio (Fabien Fournier, Rodolphe Toucas, Julien Guellerin…), les collaborateurs de la chaîne Nolife (Alex Pilot, Sébastien Ruchet, Davy Mourier…), les Guardians créateurs de la Flander's Company (Frédéric Hosteing, Ruddy Pomarede…) et bien d'autres.
Pour beaucoup, cette convention a été une inspiration, étant l'une des premières grosses conventions non franciliennes. Elle a su prouver que beaucoup de personnes s'intéressaient à la pop culture geek et japonaise.
Une rétrospective sur le Cartoonist a été enregistrée, en janvier 2013, avec Olivier Gilbert, dans le cadre de l'émission Mangacast.